# Engure-See
Der Engure-See (auch Angernsee; lettisch: Engures ezers) ist ein See an der Westküste der Rigaer Bucht im Westen Lettlands. Er ist der drittgrößte See Lettlands.
Der flache Lagunensee ist durch eine 1,5 bis 2,5 km breite Düne vom Meer getrennt. In den See münden die Flüsse Dzedrupe, Dursupe und Jurģupe. Der Ausfluss erfolgt über den Mērsrags-Kanal (lettisch: Mērsraga kanāls), durch dessen Bau 1842 der Wasserspiegel des Sees um 1,5 Meter gesenkt wurde. Der Untergrund unter einer bis zu 6 Meter tiefen Schicht aus Faulschlamm ist sandig, mit Dolomitfelsen. Die Seeufer sind stark bewachsen, so dass man die eigentliche Wasserfläche nur von wenigen Stellen aus sehen kann. Das Schilf wird gemäht und wirtschaftlich genutzt. Die Inseln des Sees belegen eine Gesamtfläche von 85 Hektar.

## Naturschutzgebiet
Im See sind 16 Fischarten vorhanden. Als Brutgebiet für teilweise seltene Vogelarten hat der See eine wichtige Funktion. Am Ufer wurden mehrere hölzerne Türme und ein Labor für Vogelbeobachter errichtet. Obwohl der See Teil eines Naturschutzgebiets ist, darf man an einigen Stellen angeln. Das Mieten von Booten ist ebenfalls möglich.